# Herman Otto Hartley
Herman Otto Hartley (13 de abril de 1912 — 1980) foi um estatístico alemão naturalizado estadunidense.
Fundou o Departamento de Estatística da Texas A&M University.